# Замок Ніджьо
За́мок Ніджьо́ (яп. 【二条城】 にじょうじょう, ніджьо-джьо, «замок на Другій вулиці») — японський замок, розташований у місті Кіото. Збудований 1603 року як столична резиденція шьоґуна Токуґави Ієясу. Виконував роль адміністрації шьоґунату Токуґава в Кіото. Втратив головну башту й будівлі основного двору під час пожеж. На початок 21 століття збереглися сад і замковий палац другого двору, збудований у кабінетному стилі епохи Момояма. Багатий настінними розписами школи Кано. З 1994 року занесений до списку Світової спадщини ЮНЕСКО в Японії. Палац другого двору належить до Національних скарбів країни.

## Короткі відомості
Замок Ніджьо збудований 1603 року за наказом об'єднувача Японії Токуґави Ієясу. Споруджений на березі річки Хорі на вулиці Ніджьо, в кіотському районі Накаґьо. Попередниками цього замку були три однойменні замки. Перший був збудований у 1459—1460 роках як палац шьоґунів Ашікаґа. Другий постав 1569 року для потреб шьоґуна Ашікаґи Йошіакі коштом Оди Нобунаґи. Він розташовувався на захід від Імператорського палацу, в районі кварталу Муромачі на вулиці Каґею. 1573 року, під час війни Нобунаґи з шьоґуном, замок згорів. Будівництво другого замку Ніджьо тривало з 1576 по 1579 рік. Він стояв на вулиці Осі кварталу Муромачі, на схід від монастиря Мьокаку. Нобунаґа подарував новий замок імператорському принцу Санехіто, але 1582 року будівля знову згоріла під час заворушення в Кіото, в якому Нобунаґа і його син загинули.
Будівництво третього замку Ніджьо розпочалось 1601 року. Формально споруда мусила виконувати роль столичного постою Токуґави Ієясу під час подорожей зі східнояпонського міста Едо. Фактично ж її будували як урочисте місце для вручення Ієясу посади шьоґуна в 1603 році. Замок став символом нового шьоґунату в столиці. В ньому перебував адміністративний апарат для нагляду за ненадійними західнояпонськими володарями та Імператорським двором. Замок мав 5-поверхову головну башту і два невеликі двори. Протягом 1624—1626 років, за правління шьоґуна Токуґави Ієміцу, онука Ієясу, споруду розширили до сучасних розмірів. Наприкінці будівельних робіт замок відвідав Імператор Ґо-Мідзуно.
1750 року через удар блискавки згоріла головна башта замку Ніджьо. По 18 роках згорів також головний палац першого двору. Останній відреставрували 1896 року шляхом перенесення ряду будівель з Імператорської вілли Кацура. Автентичними спорудами на території замку лишилися Палац другого двору, Китайська брама палацу, Східна брама, Західні ворота, Північна брама, а також південно-східна і південно-західна кутові вежі.

Протягом 1634—1863 років шьоґуни не відвідували столиці й не мешкали у замку. Ним керував шьоґунський каштелян, столичний інспектор, що наглядав за спокоєм в Кіото та політиками Імператорського двору. 1867 року в замку відбулося відречення від влади останнього шьоґуна Токуґави Йошінобу і повернення державної влади Імператору. З 1884 року замок отримав статус Імператорської вілли. Згодом, 1939 року, Імператор подарував його місту Кіото, перетворивши на громадський музей.
Центральною пам'яткою замку є палац другого двору. Він був збудований між 1624—1644 роками. Китайські ворота, вартівня, сходи, велика зала, пальмова зала, «чорний кабінет», «білий кабінет» та ряд інших складових палацу виконані в архітектурному стилі «під кабінет», притаманному культурі Момояма. Коридори та зали палацу прикрашені настінними і настельними розписами художниками японської школи декоративного живопису Кано. Зокрема, картини «білого кабінету» належать пензлю митця Кано Кой, а розписи «чорного кабінету» — художникам Кано Наонобу та Кано Тан'ю. Поруч із палацом знаходиться старий сад, споруджений на початку 17 століття садівником Коборі Еншю.